# ۹۹۹ (خورشیدی)
۹۹۹ نهصد و نود و نهمین سال هجری خورشیدی است.